# Formellt språk
För andra betydelser, se Formellt språk (olika betydelser).
Formellt språk är ett relativt brett begrepp som inbegriper språk som kännetecknas av att följa en vissa former av etikettregler.[källa behövs] Vanligen avser detta språk som försöker vara ordentligt, sakligt och regelrätt och undviker onödigt bruk av förstärkningsord och slanguttryck med mera men det bör inte förväxlas med ”fint språk”. Att använda ett formellt språk kan dels innebära att skriva opersonligt, dels att inte bli för talspråklig eller vardaglig i sitt språkbruk.
Skriftligt formellt språk kan även kallas för sakprosa.
Motsatsen är informellt språk.

## Exempel
- Kontrollerat språk
- Sakprosa
- Terminologi

### Webbkällor
- ”Informellt och formellt språk”. sparkswedish.com. https://www.sparkswedish.com/sv/informellt-formellt. Läst 3 maj 2025.  ”Ett formellt språk kännetecknas av en stor andel skriftspråkliga och formella ord och uttryck och innehåller fler långa meningar med många bisatser. Precis som i den neutrala stilnivån följer skribenten skriftspråkets konventioner. Ett formellt språk stöter vi bland annat på i lagtexter, statliga utredningar och protokoll.”
- ”Formellt och informellt språk”. app.binogi.se. https://app.binogi.se/l/formellt-och-informellt-spraak. Läst 3 maj 2025.